# 天主教瓜比宗座代牧區
天主教瓜比宗座代牧區（拉丁語：Vicariatus Apostolicus Guapiensis）是哥倫比亞一個羅馬天主教宗座代牧區，直屬教廷。1954年4月5日成立宗座監牧區，2001年1月23日升為代牧區。
代牧區包括 考卡省西部和納里尼奧省北部，教座位於瓜比。2010年有教友128,000人（佔轄區總人口97.0%）、五個堂區、十二名司鐸。現任宗座代牧為卡洛斯·阿尔波特·卡莱阿·马丁内兹，領Severiana教區銜。